# Урал-5-1
МСВ-5-1 «Урал-5-1» — малокалиберная произвольная винтовка под патрон кольцевого воспламенения .22 Long Rifle для спортивной стрельбы на дистанцию 50 метров в упражнениях лёжа, стоя и с колена. Была разработана в 1980 году специально к московской Олимпиаде. Выпускается на Ижевском машиностроительном заводе в трёх основных исполнениях:
- Н — с нормальной кучностью
- П — с повышенной кучностью
- В — с высокой кучностью

## Конструктивные особенности
Оружие создано на единой конструктивной базе со стандартной винтовкой «Урал-6-2», но отличается от неё конструкцией ложи, наличием дополнительных регулировок и комплектацией.
Запирание ствола осуществляется поворотом продольно-скользящего затвора, имеющего три симметрично расположенных боевых упора. Максимальное эксплуатационное давление пороховых газов не более 180 МПа (1836 кгс/см2). Ударно-спусковой механизм позволяет без разборки оружия регулировать усилие спуска, характер спуска, предварительный и рабочий ход спускового крючка, а также положение спускового крючка относительно рукоятки ложи.

## Страны-эксплуатанты
- СССР — использовалась в качестве спортивного оружия.
- Молдова — винтовка сертифицирована в качестве спортивного оружия[1].